# Campionato del mondo di scacchi 2000 (Kasparov-Kramnik)
Il campionato del mondo di scacchi classico 2000, noto anche come Braingames World Chess Championships (dallo sponsor Braingames) fu conteso tra Garry Kasparov e Vladimir Kramnik tra l'8 ottobre e il 9 novembre 2000 a Londra, e fu vinto da Kramnik per 8,5-6,5.

## Contesto e qualificazione
A seguito della divisione del titolo di campione del mondo, avvenuta nel 1993 ad opera di Garry Kasparov e Nigel Short, in disaccordo con la FIDE sull'organizzazione del loro match, la Professional Chess Association organizzò un campionato del mondo parallelo a quello della FIDE. A seguito del fallimento della PCA (avvenuto nel 1996), tuttavia, Kasparov rimase senza uno sponsor che potesse sostenere l'organizzazione di un campionato mondiale.
Nel 1998, tuttavia, Kasparov (creando il World Chess Council) annunciò che, basandosi sul rating Elo e sui risultati nei tornei, i due giocatori più forti (lui escluso) erano chiaramente Viswanathan Anand e Vladimir Kramnik, e che quindi avrebbero potuto giocare un match per decidere chi l'avrebbe sfidato per il suo titolo mondiale. Anand, tuttavia, rinunciò a causa di obblighi contrattuali con la FIDE, in quanto partecipante ai campionati mondiali della FIDE; lo sfidante di Kramnik divenne così Alexei Shirov, lo scacchista successivo nella lista Elo. Il match si svolse tra il maggio e il giugno 1998 a Cazorla, in Spagna, e, contro i pronostici, fu vinto da Shirov per 5,5 a 3,5.
Tuttavia Kasparov e Shirov non riuscirono ad accordarsi per l'organizzazione del match: Shirov rifiutò un'offerta per tenere il match in California, e, sebbene Shirov pensasse che questo non aveva avuto effetto sul suo diritto di sostenere un match per il campionato del mondo, Kasparov abbandonò i piani per un match contro Shirov e iniziò a cercare di organizzare un match contro Anand, al tempo il secondo giocatore (dopo Kasparov) nella lista Elo.
I negoziati per un match Kasparov-Anand nel 1999 tuttavia fallirono, così come quelli per un match nel 2000, in quanto Anand espresse malcontento per la proposta di contratto. Nel marzo 2000 fu annunciato che, a causa del fallimento delle trattative con Anand, Kasparov avrebbe cercato di arrivare ad un accordo con il successivo giocatore in ordine di rating, cioè Kramnik. Si arrivò ad un accordo, e fu formata la Braingames per finanziare il match, da tenere in ottobre. Shirov, risentito per questo accordo, rifiutò perfino nel 2006 di riconoscere la validità del titolo di Kasparov.

## Campionato
Il mondiale fu giocato al meglio delle 16 partite. Kasparov non riuscì a insidiare le solide scelte di difesa di Kramnik (in particolar modo la difesa berlinese nella partita spagnola (1.e4 e5 2.Cf3 Cc6 3.Ab5 Cf6), non vincendo neppure una partita. Kramnik riuscì a vincere invece due partite, assicurandosi il titolo.
|                            | 1 | 2 | 3 | 4 | 5 | 6 | 7 | 8 | 9 | 10 | 11 | 12 | 13 | 14 | 15 | 16 | Totale |
| -------------------------- | - | - | - | - | - | - | - | - | - | -- | -- | -- | -- | -- | -- | -- | ------ |
| Garry Kasparov ( Russia)   | ½ | 0 | ½ | ½ | ½ | ½ | ½ | ½ | ½ | 0  | ½  | ½  | ½  | ½  | ½  | -  | 6,5    |
| Vladimir Kramnik ( Russia) | ½ | 1 | ½ | ½ | ½ | ½ | ½ | ½ | ½ | 1  | ½  | ½  | ½  | ½  | ½  | -  | 8,5    |